# Kyung
Kyung är ett könsneutralt förnamn. 63 män har namnet i Sverige och 197 kvinnor. Flest bär namnet i Stockholm, där 18 män och 60 kvinnor har namnet.